# Phép ngập
Bản mẫu:Chuyên ngành
Trong hình học vi phân, một phép ngập là một ánh xạ khả vi giữa các đa tạp vi phân sao cho tại mọi điểm, vi phân của nó là một toàn ánh. Đây là một khái niệm cơ bản trong tô-pô vi phân. Phép ngập đối ngẫu với phép dìm.
Phép ngập vi phân có tính cục bộ: nó không nhất thiết phải là một toàn ánh. Trong khi đó, một phép ngập tô-pô luôn là một toàn ánh.

## Định nghĩa
Gọi M và N là các đa tạp vi phân và {\displaystyle f\colon M\to N} là một ánh xạ khả vi giữa chúng. Ánh xạ f là một phép ngập tại một điểm {\displaystyle p\in M} nếu vi phân của nó
{\displaystyle Df_{p}\colon T_{p}M\to T_{f(p)}N}
là một toàn ánh tuyến tính. Trong trường hợp này p được gọi là điểm chính quy của ánh xạ f. Nếu không phải là một điểm chính quy, p được gọi là một điểm cực hạn. Một điểm {\displaystyle q\in N} là giá trị chính quy của f nếu mọi điểm trong nghịch ảnh {\displaystyle f^{-1}(q)} đều là điểm chính quy. Một ánh xạ khả vi f  được gọi là một phép ngập nếu nó là một phép ngập tại mọi điểm {\displaystyle p\in M}.
Tương đương, f là một phép ngập nếu vi phân của nó {\displaystyle Df_{p}} có hạng không đổi bằng số chiều của N

## Định lý ngập
Cho trước một phép ngập giữa các đa tạp trơn {\displaystyle f\colon M\to N}, các thớ của {\displaystyle f}, ký hiệu {\displaystyle M_{x}=f^{-1}(\{p\})}, có thể được trang bị một cấu trúc vi phân. Điều này kết hợp với định lý nhúng Whitney ngụ ý rằng mọi đa tạp trơn đều là thớ của một ánh xạ trơn {\displaystyle f:\mathbb {R} ^{n}\to \mathbb {R} ^{m}}.
Ví dụ, xét {\displaystyle f\colon \mathbb {R} ^{3}\to \mathbb {R} } được cho bởi {\displaystyle f(x,y,z)=x^{4}+y^{4}+z^{4}.} Ma trận Jacobi
{\displaystyle {\begin{bmatrix}{\frac {\partial f}{\partial x}}&{\frac {\partial f}{\partial y}}&{\frac {\partial f}{\partial z}}\end{bmatrix}}={\begin{bmatrix}4x^{3}&4y^{3}&4z^{3}\end{bmatrix}}.}
Ma trận này có hạng tối đa tại mọi điểm trừ {\displaystyle (0,0,0)}. Ngoài ra, các thớ
{\displaystyle f^{-1}(\{t\})=\left\{(a,b,c)\in \mathbb {R} ^{3}:a^{4}+b^{4}+c^{4}=t\right\}}
là tập hợp rỗng với {\displaystyle t<0} và là một điểm với {\displaystyle t=0}. Do đó, ta có một phép ngập {\displaystyle f\colon \mathbb {R} ^{3}-\{(0,0,0)\}\to \mathbb {R} _{>0},} và các thớ {\displaystyle M_{t}=\left\{(a,b,c)\in \mathbb {R} ^{3}:a^{4}+b^{4}+c^{4}=t\right\}} là các đa tạp con hai chiều với {\displaystyle t>0}.

## Ví dụ

Một ánh xạ phủ cũng là một phép ngập, bởi vì nó là một vi phôi địa phương.

- Mọi phép chiếu {\displaystyle \pi \colon \mathbb {R} ^{m+n}\rightarrow \mathbb {R} ^{n}\subset \mathbb {R} ^{m+n}} đều là một phép ngập.
- Một vi phôi địa phương là một phép ngập.
- Một phép ngập Riemann là một phép ngập bảo toán metric Riemann.
- Phép chiếu phân thớ là một phép ngập (do sự tồn tại của tầm thường hóa cục bộ).

## Phép ngập tô-pô
Một phép ngập tô-pô là một toàn ánh liên tục f: M → N sao cho với mọi p thuộc M, tồn tại các bản đồ liên tục ψ tại p và φ tại f(p) sao cho ánh xạ ψ−1 ∘ f ∘ φ bằng với phép chiếu từ Rm đến Rn, với m = dim(M) ≥ n = dim(N).